# John Howard (acteur américain)
Pour les articles homonymes, voir Howard et John Howard.
John Howard est un acteur américain, de son vrai nom John R. Cox (Jr.), né le 14 avril 1913 à Cleveland (Ohio, États-Unis) et mort le 19 février 1995 à Santa Rosa (Californie, États-Unis).

## Biographie
John R. Cox Jr. débute au cinéma en 1934, sous le pseudonyme de John Howard, et participe à une soixantaine de films américains jusqu'en 1975 (plus un film mexicain en 1971). En particulier, il interprète le détective Bulldog Drummond, dans sept films de la série cinématographique consacrée à ce personnage, de 1937 à 1939. Par ailleurs, deux de ses films les plus connus sont Les Horizons perdus (1937), où il est le frère cadet de Ronald Colman, et Indiscrétions (1940), où il personnifie le fiancé "officiel" de Katharine Hepburn, aux côtés de Cary Grant et James Stewart.
Après la Seconde Guerre mondiale (durant laquelle il est officier de l'United States Navy), sa carrière au cinéma devient plus épisodique, et il apparaît surtout à la télévision, dans de nombreuses séries, entre 1948 et 1978, année où il se retire.
Au théâtre, à Broadway (New York), John Howard joue dans une pièce en 1929, puis dans la comédie musicale Hazel Flagg (en) en 1953.
Pour sa contribution à la télévision, une étoile lui est dédiée sur le Walk of Fame d'Hollywood Boulevard.

## Filmographie partielle

### Au cinéma
- 1935 : L'Infernale Poursuite (Car 99) de Charles Barton
- 1935 : Ultime Forfait (Four Hours to kill !) de Mitchell Leisen
- 1935 : Soir de gloire (Annapolis Farewell) d'Alexander Hall
- 1936 : Treize Heures dans l'air (Thirteen Hours by Air) de Mitchell Leisen
- 1936 : Corsaires de l'air (Border Flight) d'Otho Lovering
- 1936 : Valiant Is the Word for Carrie de Wesley Ruggles

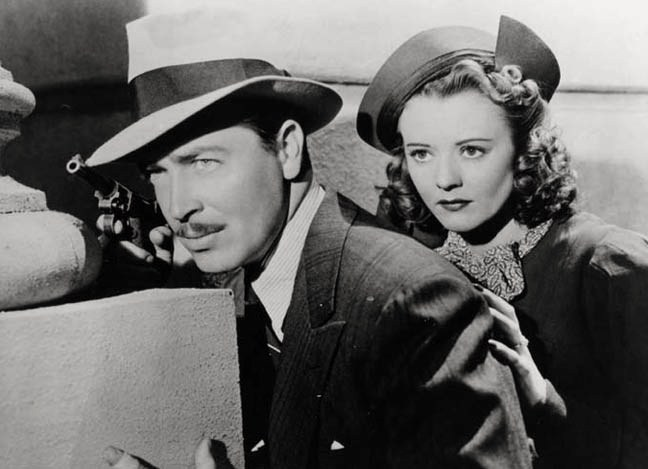
Avec Heather Angel, dans Bulldog Drummond's Bride (1939)

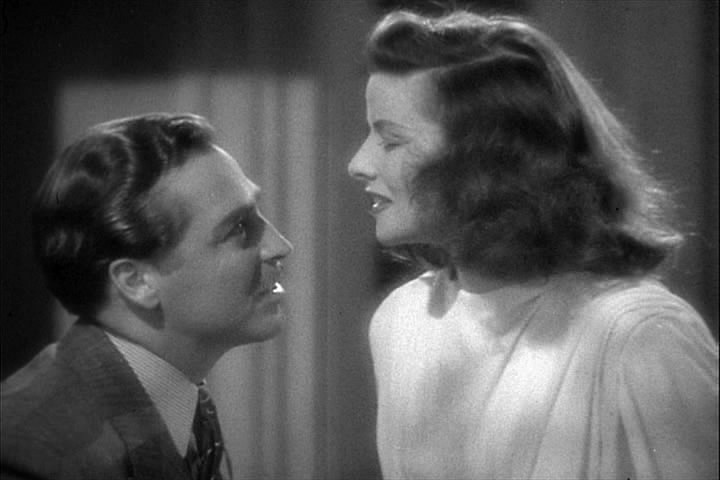
Avec Katharine Hepburn, dans Indiscrétions (1940)

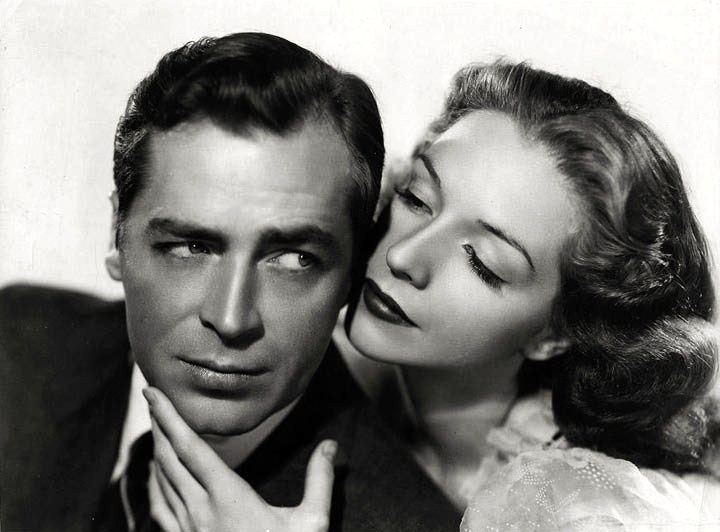
Avec Ruth Ford, dans The Man who returned to Life (1942, photo promotionnelle)

- 1937 : Let Them Live d'Harold Young

- 1937 : Mountain Music (en) de Robert Florey
- 1937 : Le Triomphe de Bulldog Drummond (en) (Bulldog Drummond comes back) de Louis King
- 1937 : Les Horizons perdus (Lost Horizon) de Frank Capra
- 1937 : Hold 'Em Navy (en) de Kurt Neumann
- 1937 : La Femme en cage (Hitting a New High) de Raoul Walsh
- 1938 : Prison centrale (en) (Penitentiary) de John Brahm
- 1938 : Prison Farm de Louis King
- 1938 : Touchdown, Army de Kurt Neumann
- 1939 : Grand Jury Secrets de James Patrick Hogan
- 1939 : Chirurgiens (Disputed Passage) de Frank Borzage
- 1939 : Bulldog Drummond's Bride (en) de James Patrick Hogan
- 1939 : What a Life de Theodore Reed
- 1940 : Indiscrétions (The Philadelphia Story) de George Cukor
- 1940 : L'Enfer vert (Green Hell) de James Whale
- 1940 : The Man from Dakota (en) de Leslie Fenton
- 1940 : The Texas Rangers ride again de James Patrick Hogan
- 1940 : La Femme invisible (The Invisible Woman) d'A. Edward Sutherland
- 1941 : The Mad Doctor (en) de Tim Whelan
- 1941 : Tight Shoes d'Albert S. Rogell
- 1941 : Papa se marie (Father takes a Wife) de Jack Hively
- 1941 : Three Girls about Town de Leigh Jason
- 1942 : A Tragedy at Midnight de Joseph Santley
- 1942 : The Man who returned to Life de Lew Landers
- 1942 : Submarine Raider de Lew Landers et Budd Boetticher
- 1942 : Isle of Missing Men (en) de Richard Oswald
- 1942 : The Undying Monster (en) de John Brahm
- 1947 : L'Amour d'un inconnu (Love from a Stranger) de Richard Whorf
- 1948 : La Naufragée (I, Jane Doe) de John H. Auer
- 1949 : Le Bagarreur du Kentucky (The Fighting Kentuckian) de George Waggner
- 1950 : Radar Secret Service (en) de Sam Newfield
- 1950 : Experiment Alcatraz d'Edward L. Cahn
- 1952 : Models Inc. (en) de Reginald Le Borg
- 1954 : Ultime sursis (Make Haste to Live) de William A. Seiter
- 1954 : Écrit dans le ciel (The High and the Mighty) de William A. Wellman
- 1957 : The Unknown Terror (en) de Charles Marquis Warren
- 1966 : Destination Inner Space (en) de Francis D. Lyon
- 1968 : The Destructors (en) de Francis D. Lyon
- 1971 : Technique pour une vengeance (El sabor de la venganza) d'Alberto Mariscal
- 1972 : Buck et son complice (Buck and the Preacher) de Sidney Poitier et Joseph Sargent
- 1974 : So Evil, My Sister de Reginald Le Borg
- 1975 : Capone de Steve Carver

### À la télévision (séries)
- 1955-1957 : Dr. Hudson's Secret Journal (en)

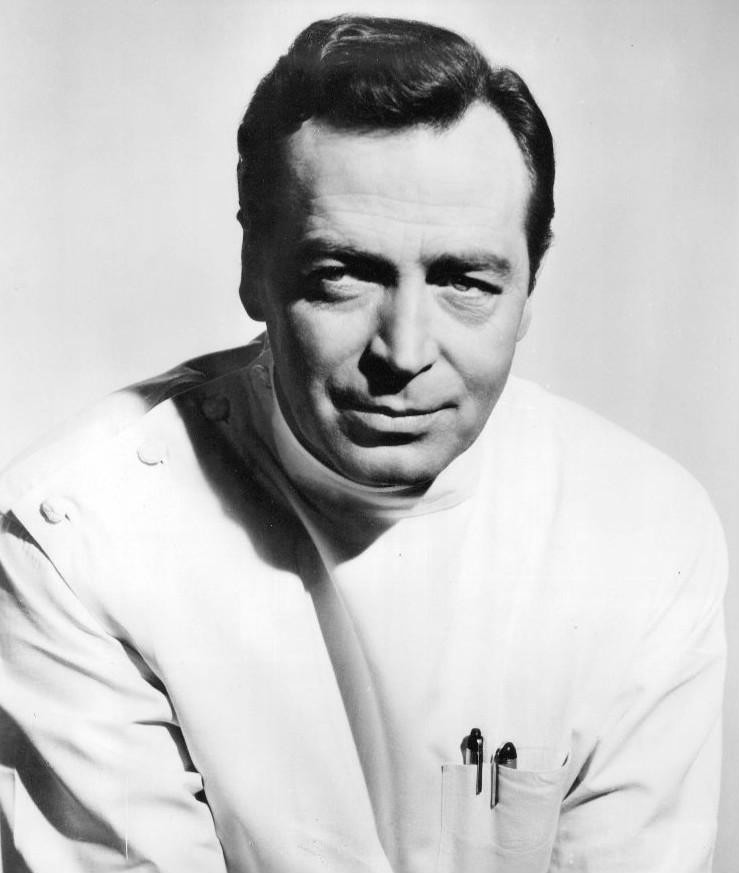
Dans Dr. Hudson's Secret Journal Rôle-titre (1955, photo promotionnelle)

  - Saisons 1 et 2, 67 épisodes : Dr Wayne Hudson
- 1960 : La Grande Caravane (Wagon Train)
  - Saison 3, épisode 15 The Colonel Harris Story de Virgil W. Vogel
- 1960 : Le Monde merveilleux de Disney (The Wonderful World of Disney ou Disneyland)
  - Saison 7, épisodes 5 et 6 Moochie of Pop Warner Football de William Beaudine, Part I (Pee Wees Versus) & Part II (From Ticonderoga)
- 1962 : Rawhide
  - Saison 4, épisode 14 The Captain's Wife de Tay Garnett
- 1962-1964 : Première série Perry Mason
  - Saison 5, épisode 22 The Case of the Crippled Cougar (1962)
  - Saison 6, épisode 2 The Case of the Capricious Corpse (1962)
  - Saison 7, épisode 9 The Case of the Festive Felon (1963) d'Earl Bellamy
  - Saison 8, épisode 14 The Case of the Ruinous Road (1964)
- 1967 : Cher oncle Bill (Family Affair), Saison 2, épisode 14 Star Dust de Charles Barton
- 1969 : Mannix
  - Saison 3, épisode 5 A Question of Midnight
- 1972 : Première série Mission impossible (Mission : Impossible)
  - Saison 6, épisode 18 La Vérité (Committed) de Reza Badiyi
- 1973 : Hawaï police d'État (Hawaii Five-0)
  - Saison 5, épisode 21 Pourcentage (Percentage) de Robert Butler
- 1973 : The New Perry Mason
  - Saison unique, épisode 3 The Case of the Ominous Oath de John Llewellyn Moxey
- 1974-1977 : Sergent Anderson (Police Woman)
  - Saison 1, épisode 2 Le Gang des cinq (The End Game, 1974) d'Alvin Ganzer
  - Saison 3, épisode 21 Bondage (1977) d'Arnold Laven
- 1976 : La Petite Maison dans la prairie (Little House on the Prairie)
  - Saison 2, épisode 14 L'Orgueil du village (The Pride of Walnut Grove) de William F. Claxton : Hiram Potter
- 1976 : Bronk
  - Saison unique, épisode 18 Long Time Dying de Reza Badiyi
- 1977 : Wonder Woman
  - Saison 1, épisode 3 Le Dernier Billet de deux dollars (The Last of the Two Dollars Bills) de Stuart Margolin

## Théâtre (à Broadway)
- 1929 : Tired Business Man, pièce de Lyle Weaver Hall
- 1953 : Hazel Flagg (en), comédie musicale, musique de Jule Styne, lyrics de Bob Hilliard, livret de Ben Hecht, d'après le scénario du film La Joyeuse Divorcée (Nothing Sacred, 1937), avec Thomas Mitchell, Ross Martin